# Zc(3900)
Zc(3900) è una particella subatomica, un adrone esotico che si pensa sia stato il primo tetraquark ad essere osservato sperimentalmente. La scoperta è stata fatta nel 2013 da due gruppi di ricerca indipendenti: il gruppo di ricerca dell'esperimento Belle presso il laboratorio di fisica delle particelle giapponese Kō Enerugī Kasokuki Kenkyū Kikō (KEK) e il gruppo di ricerca dell'esperimento BES III che opera al Beijing Electron–Positron Collider II(BEPC II) in Cina.
Zc(3900) è un prodotto del decadimento dell'adrone esotico Y(4260). La particella Zc(3900) esiste in tre stati di carica e decade a sua volta in un pione e in un mesone J/ψ, esattamente come previsto dal modello che descrive gli adroni composti da quattro quark.
{\displaystyle Z_{c}^{\pm }(3900)\to \pi ^{\pm }J/\psi }
{\displaystyle Z_{c}^{0}(3900)\to \pi ^{0}J/\psi }